# Jan Wyck

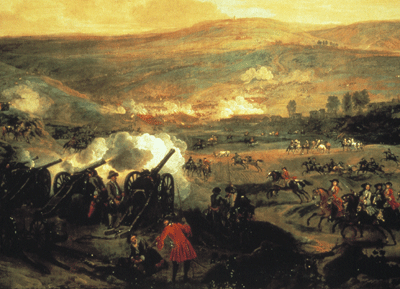
De Slag aan de Boyne, ca. 1693

Jan Wyck (Haarlem, 29 oktober 1652 - Mortlake, 17 mei 1702) was een Nederlands kunstschilder uit de periode van de Gouden Eeuw. Hij was voornamelijk in Engeland actief.
Wyck kwam uit een familie van schilders en tekenaars en was een zoon van de schilder Thomas Wijck, die ook zijn leermeester was. Deze trok kort na de Restauratie in 1660 naar Londen, enkele jaren later gevolgd door zijn zoon. Vader Thomas keerde na enkele jaren terug naar Nederland, maar Jan Wyck bleef zijn verdere leven in Engeland, waar hij furore maakte met (ruiter)portretten, landschappen, jachtscènes, militaire taferelen zoals veldslagen en afbeeldingen van historische figuren.
- Biografisch Portaal: 31014994
- Gemeinsame Normdatei: 12885443X
- International Standard Name Identifier: 0000 0004 4619 8075
- Library of Congress Control Number: nr2003020846
- Nederlandse Thesaurus van Auteursnamen: 318562588
- RKD-Nederlands Instituut voor Kunstgeschiedenis: 85813
- Union List of Artist Names: 500032243
- Virtual International Authority File: 314817216
- WorldCat: E39PBJqK7VpXqCFwcChypvMMfq